# Makkabi Kielce
Makkabi Kielce – żydowski klub sportowy z Kielc. Działał w latach 1918–1939.

## Historia
Ludność żydowska stanowiła dużą część mieszkańców Kielc w okresie międzywojennym. Według spisu powszechnego z 1931 roku w mieście było 18 083 Żydów (31%); również około 18 tys. Żydów zamieszkiwało Kielce na początku II wojny światowej (wrzesień 1939).
Makkabi Kielce był jednym z nielicznych, dobrze zorganizowanych klubów żydowskich. Jego zawodnikami była młodzież z dobrze sytuowanych rodzin żydowskich, a także Żydzi wywodzący się ze sfer kupieckich i inteligencji oraz robotnicy i członkowie bądź też sympatycy partii Poalej Syjon – Prawica. Przez długi okres prezesem klubu był Chil Rozenkranc.
Makkabi Kielce powstał w 1918 roku z inicjatywy płk. Wojska Polskiego Stanisława Zylberszlaka. Siedziba klubu znajdowała się przy ul. Juliusz Słowackiego 3, natomiast sale gimnastyczne przy ul. Adama Mickiewicza 14. Mecze bokserskie rozgrywano w Hotelu Polskim. Ponadto klub dysponował kortami tenisowymi przy ul. Henryka Sienkiewicza 76, które otwarto 24 sierpnia 1935 roku. W zależności od funduszy Makkabi Kielce był organizatorem około 20 imprez sportowych rocznie.
Klub posiadał kilka sekcji, do najsilniejszych należały zespoły: piłkarski i bokserski, uczestniczące w rozgrywkach towarzyskich i mistrzowskich. Drużyna bokserska działała od 1935 roku. W 1938 rozegrała mecz w Bielsku-Białej, w którym zaprezentowała się dobrze, mimo przegranej 7:9. Po dwa punkty dla kielczan zdobyli w tym spotkaniu Goldblit, Romajtz i Feder, zaś jeden uzyskał Kołaczyński. W lutym 1933 roku w Zimowych Igrzyskach „Makkabi” w Zakopanem uczestniczyła ekipa z Kielc.
W 1921 roku zespół piłkarski Makkabi rozegrał m.in. spotkanie z Lechią Kielce, które zakończyło się zwycięstwem rywali 6:0. W 1933 roku rozegrany został w Kielcach mecz  pomiędzy reprezentacją klubów żydowskich miasta a Makkabi Kraków, zwycięzcą „Makkabiady”. W drużynie kieleckiej wystąpiło ośmiu zawodników Makkabi Kielce. W maju 1938 rezerwowym w spotkaniu reprezentacji podokręgu kieleckiego z zespołem „Diabłów Belgijskich” był zawodnik Makkabi, Winogradzki. W 1939 roku ŻKS uczestniczył w rozgrywkach klasy B, w których rywalizował m.in. z Ludwikowem Kielce.
Klub zaprzestał działalności w 1939 roku ze względu na wybuch II wojny światowej.